# Rodia
Rodìa  è un borgo marinaro di circa 400 abitanti, situato nella periferia settentrionale del comune di Messina, facente parte della Circoscrizione VI, del quale esiste un Centro Circoscrizionale di Servizi (Sportello Polifunzionale) in via Lungomare Joe Piraino.

## Geografia fisica
Il borgo di Rodìa è situato sul basso Tirreno, tra il borgo di San Saba e quello di Orto Liuzzo. 
Si trova ad una ventina di chilometri dal centro di Messina e a cinque chilometri circa da Villafranca Tirrena.
Da Rodia si possono ammirare le isole di Lipari, Vulcano, Panarea e Stromboli. Originariamente questo villaggio era denominato, come appare nelle mappe antiche,  Sindaro Marina, ma tale dizione è ormai stata soppiantata dall'attuale, che prende il nome dal torrente Rodia.
La spiaggia di Rodia, costituita da sabbia e ghiaia, che nel periodo estivo è meta di numerosi villeggianti,  a causa dell'esposizione a Nord, risulta, nel periodo invernale,  soggetta a mareggiate molto rilevanti.
Il centro abitato è attraversato da alcuni torrenti, tra cui il torrente Rodia ed il torrente Marmora

## Storia
Il borgo venne abitato dai pescatori, verosimilmente dal '600 in poi, quando alcuni coloni, volendo sfruttare la pescosità del mare, vennero a stabilirsi a Rodia, trasferendosi dalle zone collinari sovrastanti.
Il nucleo abitato dai pescatori si è sviluppato, in origine, a Rodìa,  nelle immediate vicinanze della chiesa di Santa Maria delle Grazie e, nella contrada Marmora, attorno all'attuale piazza E. Jannuzzi.
L'abitudine di trascorrere il periodo estivo da parte delle famiglie borghesi del capoluogo è iniziata, fondamentalmente, nel secondo dopoguerra, particolarmente dagli anni '60 in poi e l'urbanizzazione conseguente ha dato vita ad un allargamento del nucleo abitato dai pescatori fino alle varie contrade limitrofe.
Come la vicina San Saba, Rodia rimase una delle contrade del territorio di Castanea fino alla metà circa del Novecento, quando,  poi, divenne vero e proprio villaggio, meta di villeggianti che via via la scelsero come residenza estiva.

### XIX secolo e inizi del XX secolo
Alla fine dell'800 si registra che solo qualche famiglia borghese di Messina ebbe a scegliere Rodia come meta per le ferie estive. Giacomo Macrì, rettore dell'Università degli Studi di Messina dal 1895 al 1896, infatti, era solito trascorrere il periodo estivo con tutta la famiglia a Rodia. Nel 1901 lo scrittore Tito Allevi, in un'opera descrittiva della provincia di Messina, ricorda di essere rimasto colpito, arrivato che fu a Rodia, dalle numerose barche dei pescatori tirate in secca e dall'unica casa "borghese", quella del cav. Macrì appunto. Fervente cattolico, Giacomo Macrì, avo del filosofo Stefano Macrì, per voto e per espresso desiderio della moglie, eresse nel 1881 in Rodia una cappella gentilizia di famiglia. La cappella privata dei Macrì, aperta al popolo durante la messa, fu l'unica chiesa del luogo fino alla costruzione dell'attuale chiesa di Santa Maria delle Grazie.
Le altre famiglie borghesi, che avevano dei possedimenti terrieri nelle campagne attorno al centro abitato di Rodia o della contrada Marmora,  costituite da appezzamenti di notevoli dimensioni (diversi ettari) ponevano, a custodia degli stessi, dei fattori (o coloni) che ne curavano la manutenzione e vivevano nelle case costruite per il loro alloggio e per la villeggiatura estiva dei proprietari che, allo scopo, si erano riservate le stanze più accoglienti.

### Seconda guerra mondiale
Rodia, come tutta la costa tirrenica della provincia di Messina, è stata teatro di numerosi eventi bellici. Sia a Rodia che nei paesi limitrofi ci sono ancora i resti dei bunker costruiti dalla Wehrmacht, a difesa delle coste.  La 3ª Divisione americana del generale Patton è sicuramente transitata da Rodia, sulla strada statale 113 (tirrenica), per raggiungere la città di Messina ed unirsi con le truppe britanniche del generale Montgomery, che provenivano da Sud percorrendo la strada statale 114 (ionica). La parte del Mar Tirreno sul quale si affaccia Rodia fu teatro di numerosi scontri bellici, specialmente aerei, durante la seconda guerra mondiale. Nelle acque antistanti la contrada di Marmora del villaggio di Rodia, potrebbe trovarsi il relitto di uno Junkers Ju 52, trimotore utilizzato dalla Luftwaffe, caduto il 26 marzo 1944. Equipaggio e trasportati furono salvati da giovani volenterosi del posto, uno dei quali, Joe Piraino, morì nel generoso tentativo di salvataggio.

### Dopoguerra
Verso la fine degli anni '50, in periodo di poco antecedente al boom economico, le sopraggiunte buone possibilità economiche e il nuovo corso socio economico generatosi nel secondo dopoguerra, con la conseguente dismissione da parte dei vecchi proprietari terrieri delle loro proprietà, ha avuto, come conseguenza, l'acquisto da parte di qualche famiglia della media borghesia messinese dei terreni alienati dai vecchi proprietari terrieri, per costruirvi la casa di villeggiatura. Intanto nei primi anni '60 veniva costruita la strada che univa il centro abitato di Rodia alla contrada Marmora.
Agli inizi degli anni '70 le zone sulle quali erano sorte nuove costruzioni erano ancora di piccola entità. Negli anni successivi, fino alla fine degli anni '80 si è registrato un boom edilizio dal quale è nata la configurazione urbanistica attuale del villaggio Rodia e delle sue contrade.
Negli anni '90 si è cercato di ricomporre urbanisticamente il territorio del villaggio di Rodia, interessato da un boom edilizio non accompagnato dalla costituzione di servizi adeguati a supporto dell'incremento demografico estivo. Quindi si sono registrate, seppur in maniera ancora non significativa, anche iniziative di carattere turistico, non invasive e nello stesso tempo non legate a logiche di villeggiatura ad esclusivo carattere familiare, con l'attivazione di spiagge attrezzate oltre che con l'apertura di ristoranti, pizzerie e piccole strutture alberghiere.

## Monumenti e luoghi d'interesse
La Torre Marmora, o Torre dell'Ebreo, sita in contrada Marmora, è raggiungibile dalla strada statale 113, imboccando al km 29,700 la strada provinciale per Salice. Tra gli altri luoghi cardine del posto vanno sicuramente citati piazza Ermanno Jannuzzi (internazionalmente conosciuta come Jannuzzi's square) ubicata anch'essa in contrada Marmora e la chiesa di SS.Maria delle Grazie. 

## Geografia antropica
Oltre che dal borgo, Rodia è costituita anche da altre contrade, alcune delle quali sono collocate sempre lungo la costa, altre sono situate sui colli immediatamente sopra il borgo marinaro. Le più importanti sono Marmora, Policara e Grancabella. Di minore importanza vi sono le contrade: Policarella, Puccino, Frontemare e Santamaria.

## Infrastrutture e trasporti
Posta lungo la Strada statale 113, fra il 1890 e il 1932 la località era servita dalla tranvia Messina-Barcellona della SATS. 
Una navetta collega il borgo alla vicina città di Messina.